# Edward Mills Purcell
Edward Mills Purcell (n. 30 august 1912, Taylorville⁠(d), Illinois, SUA – d. 7 martie 1997, Cambridge, Massachusetts, SUA) a fost un fizician american, laureat al Premiului Nobel pentru Fizică în 1952 pentru descoperirea rezonanței magnetice nucleare în solide și 
lichide, simultan cu Felix Bloch, cu care a împărțit premiul.